# Way to Pekin
La Way to Pekín era una carrera ciclista profesional por etapas que se disputaba en Rusia. Se disputaba en la ciudad de Chitá (Krai de Zabaikalie, en Siberia) y sus alrededores, cerca de la frontera con China, en el mes de julio.
Se creó como preparación para los Juegos Olímpicos de Pekín 2008, así que solamente tuvo tres ediciones, con un estatus diferente:
- 2006-2007: perteneciente al UCI Europe Tour en la categoría 2.2 (última categoría del profesionalismo).
- 2008: perteneciente al UCI Asia Tour en la categoría 2.2 (última categoría del profesionalismo).

Se corría sobre siete u ocho etapas.

## Palmarés
| Año  | Ganador           | Segundo           | Tercero                |
| ---- | ----------------- | ----------------- | ---------------------- |
| 2006 | Alexander Erofeev | Vitaly Spiridonov | Stanislav Starodubtsev |
| 2007 | Alexey Kunshin    | Dmitri Nikandrov  | Alexander Erofeev      |
| 2008 | Sergey Firsanov   | Petr Ignatenko    | Alexey Gusev           |

## Palmarés por países
| País  | Victorias |
| ----- | --------- |
| Rusia | 3         |